# Heroes of Might and Magic IV: The Gathering Storm
Heroes of Might and Magic IV: The Gathering Storm – strategiczna gra turowa stworzona przez New World Computing i wydana w roku 2002 przez firmę The 3DO Company. Jest to dodatek do gry komputerowej Heroes of Might and Magic IV.

## Fabuła
The Gathering Storm obraca się wokół wątku walki pięciu herosów z czarnoksiężnikiem Hexisem. Posiadł on moc dwóch szkół magii: śmierci oraz natury i zagraża nie tylko ojczyźnie bohaterów Devonshire lecz całej krainie Lodwar. Wzrost jego mocy wywołuje negatywne skutki w naturze: występują częste trzęsienia ziemi, powodzie i inne katastrofy. Bohaterowie kierowani przez gracza muszą pokonać Hexisa i naprawić szkody, których dokonał.